# Prag (železnica)
Prag je podolgovat štirikoten nosilni element, ki se uporablja za pritrjevanje tirnic.
Prag je podloga za pritrditev dveh vzporednih jeklenih tirnic, ki se položi na zgornji ustroj železniškega nasipa - planuma, prečno na potek tirnic. Pragovi so narejeni iz različnih materialov. Lahko so leseni, betonski ali pa jekleni.